# Willem Drees jr.
Willem Drees, dit Willem Drees jr., né le 24 décembre 1922 à La Haye et mort le 5 septembre 1998 à La Haye, est un fonctionnaire et homme politique néerlandais membre des Démocrates socialistes '70 (DS'70).

## Biographie

### Jeunesses et études
Fils du social-démocrate Willem Drees, futur Premier ministre néerlandais, il s'inscrit en 1940 à l'École économique néerlandaise de Rotterdam, alors que son père est retenu en otage à Buchenwald par les autorités allemandes. Il est recruté en 1945 comme fonctionnaire au département de Planification globale du Bureau centrale de planification (CPB), organisme indépendant réalisant des analyses économiques pour le gouvernement des Pays-Bas.

### Des débuts professionnels de par le monde
En 1946, alors qu'il vient de terminer ses études, il est muté au département des Services financiers du département des Finances des Indes orientales néerlandaises, à Batavia. En parallèle, il devient membre du Parti travailliste (PvdA).
Il reste à Batavia jusqu'en 1947, quand il obtient un poste d'économiste au Fonds monétaire international (FMI). À ce poste, il s'intéresse principalement à l'Afrique du Sud et aux colonies britanniques. En 1950, il retourne en Indonésie, désormais indépendante. Il intègre alors le département des Affaires financières du haut-commissariat néerlandais à Jakarta.

### Retour aux Pays-Bas
Il revient aux Pays-Bas en 1953, comme agent au département des Relations multilatérales du ministère des Finances. Il passe avec succès son doctorat de sciences économiques à l'École économique néerlandaise en 1955. Il est choisi cette même année comme directeur adjoint du CPB. Il est ensuite directeur du budget du ministère des Finances entre 1956 et 1969. Il cumule ce poste avec celui de professeur de finances publiques à l'École économique néerlandaise à partir de 1963.
Son parcours professionnel atteint la consécration le 1er octobre 1969, lorsqu'il est désigné payeur général (en néerlandais : thesaurier-generaal) du ministère des Finances.

### Engagement en politique
Alors qu'il siège depuis 1966 au conseil du Parti travailliste, il décide de rompre avec le parti de son père dont il critique la politique économique et le pacifisme. Il participe en juin 1970 à la fondation des Démocrates socialistes '70 (DS'70), une formation qui se réclame de la social-démocratie tout en adoptant une posture plus libérale. Il demande le 12 janvier 1971 un congé spécial de ses fonctions administratives et se trouve investi le 30 janvier chef de file des DS'70 aux élections législatives du 28 avril.
Au cours du scrutin, le parti surgit à la septième place des forces politiques néerlandaises avec 5,3 % des voix et huit députés sur 150. Lui-même élu à la Seconde Chambre des États généraux, il y devient le président de son groupe parlementaire. Le 6 juillet, Willem Drees jr. est nommé à 48 ans ministre des Transports et des Eaux dans le premier cabinet de coalition du Premier ministre chrétien-démocrate Barend Biesheuvel.
Il remet sa démission dès le 13 juillet 1972, pour signifier son opposition aux coupes budgétaires envisagées pour l'année 1973 dans les secteurs des transports et de l'enseignement supérieur, justement gérés par les DS'70. Il est remplacé le 21 juillet par le chrétien-démocrate Bé Udink. Ce retrait entraîne la chute du gouvernement, désormais minoritaire, et la convocation d'élections législatives pour le 29 novembre. Le parti, dont il est de nouveau chef de file, y remporte six mandats mais se trouve exclu de la majorité formée par le travailliste Joop den Uyl en mai 1973.

### Après la politique
Élu au conseil municipal de La Haye lors des élections locales de mai 1974, il n'y siège qu'un an à partir du mois de septembre suivant. Les élections législatives du 25 mai 1977 constituent une déroute pour les Démocrates socialistes '70, qui ne recueillent que 0,7 % des suffrages et un siège qui lui revient. Il y renonce dès le 20 août et se trouve nommé à la Cour des comptes une semaine plus tard par la reine Beatrix. Il prend ses fonctions le 4 octobre et les exerce jusqu'au 1er janvier 1984.